# Kế hoạch Mật khu
Kế hoạch "Mật khu" là một phương án tử thủ do Bộ Tư lệnh Quân đoàn IV thuộc Quân lực Việt Nam Cộng hòa (QLVNCH) xây dựng vào cuối tháng 4 năm 1975, trong bối cảnh Việt Nam Cộng hòa đang trên bờ sụp đổ. Kế hoạch này nhằm tổ chức một khu vực cố thủ tại đồng bằng sông Cửu Long trong trường hợp Sài Gòn thất thủ, với kỳ vọng tiếp tục kháng cự và duy trì một chính thể đối lập tại miền Tây Nam Bộ. Tuy nhiên, kế hoạch nhanh chóng phá sản trước khi kịp triển khai do tình trạng hỗn loạn trong bộ máy chỉ huy, sự đào nhiệm của nhiều sĩ quan và sự sụp đổ nhanh chóng của chính quyền trung ương.

## Bối cảnh
Vào cuối tháng 4 năm 1975, các quân đoàn I, II và III của QLVNCH lần lượt sụp đổ dưới sức tấn công mạnh mẽ của Quân Giải phóng miền Nam Việt Nam trong chiến dịch Hồ Chí Minh. Duy chỉ còn lại Quân đoàn IV đóng tại Vùng 4 Chiến thuật ở đồng bằng sông Cửu Long vẫn còn duy trì được khả năng chiến đấu tương đối nguyên vẹn, do chưa phải tham gia các trận đánh tổng lực với QGPMNVN. Trong bối cảnh Sài Gòn đứng trước nguy cơ thất thủ, Tổng thống Nguyễn Văn Thiệu và Bộ Tổng Tham mưu QLVNCH đã chỉ thị Quân đoàn IV chuẩn bị một phương án phòng thủ cuối cùng tại miền Tây. Thiếu tướng Nguyễn Khoa Nam, Tư lệnh Quân đoàn IV, được giao nhiệm vụ soạn thảo phương án này nhằm biến khu vực Đồng bằng sông Cửu Long trở thành "phòng tuyến cuối cùng".
Trong thời gian này, Nguyễn Khoa Nam liên tục chủ trì các cuộc họp tại Bộ Tổng Tham mưu ở Sài Gòn và đi thị sát các tiểu khu tại Long An, Định Tường, Kiến Tường và Châu Đốc nhằm củng cố tuyến phòng thủ Quốc lộ 4. Ông cũng chỉ thị xây dựng các công trình kiên cố quanh Cần Thơ để chuẩn bị tiếp nhận Bộ Tổng Tham mưu và cơ quan đầu não nếu Sài Gòn thất thủ. Ngày 21 tháng 4, theo thông tin từ quân báo, đã ghi nhận rằng QLVNCH đang chuẩn bị cho khả năng rút quân về miền Tây với mục tiêu Cần Thơ như hậu cứ cuối cùng, bao gồm việc tăng cường thiết bị cho sân bay Bình Thủy và bố trí cơ quan chỉ huy không quân từ Biên Hòa hoặc Tân Sơn Nhất đến nơi này

## Phương án cố thủ
Vào cuối tháng 4 năm 1975, Quân đoàn IV có trong biên chế ba sư đoàn (7, 9, 21) cùng các đơn vị thiết giáp, pháo binh, an ninh và địa phương quân, với khoảng 35.000 quân chủ lực và hàng chục ngàn địa phương quân. Thiếu tướng Nguyễn Khoa Nam cùng Phó Tư lệnh là Chuẩn tướng Lê Văn Hưng đã chỉ đạo thành lập ngay Bộ Tư lệnh Tiền phương do Đại tá Nguyễn Thành Vinh đảm nhiệm, đồng thời tăng cường thêm quân từ các tiểu khu địa phương. Nguyễn Khoa Nam dự định thiết lập một "vành đai Alpha" (còn gọi là tuyến lửa Vòng vung quanh Cần Thơ) phòng thủ xung quanh thành phố Cần Thơ – nơi đặt Sở Chỉ huy Quân đoàn. Vành đai này bao gồm ba tuyến phòng thủ chính:
- Tuyến ngoài (Phụng Hiệp, Châu Thành A, Ô Môn) do các trung đoàn chủ lực đảm trách.
- Tuyến giữa (dọc lộ Vòng Cung quanh Cần Thơ) tập trung 4 trung đoàn bộ binh của các sư đoàn 7, 9, 21 cùng 1 trung đoàn bảo an.
- Tuyến nội (Trục Nguyễn Viết Thanh ngày nay là đường 3‑2) bảo vệ trực tiếp trung tâm thành phố

Vành đai phòng thủ này được kỳ vọng như "lá chắn thép" bảo vệ thủ phủ miền Tây. Mệnh lệnh "tử thủ" và lệnh giới nghiêm 24/24 giờ được ban bố tại Cần Thơ, và quân phòng thủ gấp rút bố trí 4 trung đoàn chủ lực, 1 trung đoàn bảo an cùng 2 thiết đoàn xe thiết giáp M-113 để án ngữ tuyến lộ Vòng Cung. Tướng Nam tin tưởng rằng với tuyến phòng thủ này, Quân đoàn IV có thể cầm cự được một thời gian đủ lâu để chờ viện binh hoặc chuyển biến chính trị có lợi.
Trong trường hợp Cần Thơ bị thất thủ, kế hoạch dự liệu sẽ rút phần lực lượng còn lại lên vùng biên giới Việt Nam – Campuchia, lợi dụng địa hình rừng núi vùng Thất Sơn, tỉnh Châu Đốc, để cố thủ lâu dài. Khu vực Thất Sơn có nhiều hang động hiểm trở và là địa bàn có đông đảo tín đồ Phật giáo Hòa Hảo – một lực lượng có vũ trang địa phương có tư tưởng chống cộng quyết liệt. Tại đây, Quân đoàn IV hy vọng sẽ xây dựng được một căn cứ kháng chiến bí mật, đủ sức cầm cự để "chờ thời cơ phản công" trong tương lai. Nguyễn Khoa Nam dự tính duy trì ngọn cờ kháng cự ở miền Tây Nam Bộ ngay cả khi chính quyền trung ương tại Sài Gòn sụp đổ, với hy vọng nếu tình hình thay đổi, ví dụ có can thiệp quốc tế hoặc viện trợ mới, thì lực lượng này sẽ làm nòng cốt phản công chiếm lại các vùng đã mất vào tay quân Giải phóng.

## Thất bại
Mặc dù được dự tính kỹ lưỡng, kế hoạch tử thủ miền Tây Nam Bộ đã không thể triển khai thành công. Chỉ trong vòng ít ngày cuối tháng 4 năm 1975, tình hình chiến sự chuyển biến theo hướng bất lợi nhanh chóng đối với QLVNCH. Từ ngày 26 đến 29 tháng 4 năm 1975, Quân Giải phóng miền Nam Việt Nam tổ chức nhiều mũi tấn công vào khu vực đồng bằng sông Cửu Long, tiến vào các tỉnh Mỹ Tho, Vĩnh Long, Sa Đéc, Trà Vinh, Bạc Liêu và các địa bàn lân cận. Nhiều nơi nhanh chóng thất thủ do lực lượng phòng thủ không còn khả năng kháng cự có tổ chức. Tình hình càng trở nên bất ổn khi từ ngày 28 tháng 4, các cơ quan ngoại giao và quân sự Hoa Kỳ tại Cần Thơ lần lượt rút đi. Tuyến phòng thủ lộ Vòng Cung bị tấn công liên tục từ ngày 29 tháng 4, và đến sáng 30 tháng 4 đã bị xuyên thủng tại nhiều vị trí, khiến các cụm phòng ngự bị cô lập.
Cùng thời điểm đó, hệ thống chỉ huy Quân đoàn IV rơi vào tình trạng rối loạn nghiêm trọng. Nhiều tướng tá cấp dưới đã tự ý rời bỏ vị trí. Sáng 30 tháng 4, Tham mưu trưởng Quân đoàn cùng Trưởng phòng An ninh của Quân đoàn IV đã bí mật đưa gia đình xuống tàu hải quân chạy ra biển, bỏ lại đơn vị không người điều hành. Thậm chí một trợ lý thân cận của tướng Nam đã lấy cắp cả máy bay trực thăng dành để chở Tư lệnh, dùng nó chở vợ con bay ra Hạm đội 7 của Mỹ ngoài Biển Đông. Tướng Nam bàng hoàng nhận ra nhiều mệnh lệnh tử thủ ông đưa ra "đã bị vứt vào sọt rác", không được chuyển đạt xuống các tiểu khu. Sự đào nhiệm của chỉ huy và tình trạng "binh tướng chạy sạch" đã khiến kế hoạch không còn ai thực hiện. 
Sáng ngày 30 tháng 4 năm 1975, Tổng thống Dương Văn Minh phát đi lời kêu gọi toàn thể quân đội Việt Nam Cộng hòa buông súng đầu hàng. Chỉ thị này khiến mọi nỗ lực cố thủ tại miền Tây mất hoàn toàn tính chính danh và tinh thần. Theo ghi nhận, đến trưa 30 tháng 4, sau khi Tổng thống Dương Văn Minh tuyên bố đầu hàng chính thức trên sóng vô tuyến, hầu hết tướng lĩnh VNCH gần như đã mất hết tinh thần chiến đấu, chỉ còn tướng Nguyễn Khoa Nam là vẫn có ý định tử thủ. Tại Cần Thơ, đài phát thanh đã bị một đơn vị biệt động quân Quân Giải phóng đánh chiếm từ trước, và chỉ phát đi lời kêu gọi đầu hàng, khiến băng ghi âm lời kêu gọi tử thủ của tướng Nguyễn Khoa Nam không thể phát sóng. Nhiều đơn vị địa phương lần lượt giải tán hoặc hạ vũ khí, trong đó có toàn bộ lực lượng tại Gò Công.
1. ↑  Quốc lộ 4 nay là đoạn Quốc lộ 1 từ Thành phố Hồ Chí Minh đến Cà Mau.